# Janusz Kaleta
Janusz Wiesław Kaleta (ur. 11 października 1964 w Łazach) – polski bioetyk, doktor teologii moralnej, absolwent Wydziału Teologicznego w Innsbrucku, w latach 1989–2016 duchowny i 2006–2016 biskup rzymskokatolicki. W latach 1999–2012 administrator apostolski Atyrau, 2011–2014 biskup Karagandy w Kazachstanie.

## Działalność duszpasterska
Został wyświęcony na kapłana w 1989 w diecezji tarnowskiej. Pracował duszpastersko w Nowym Wiśniczu i w Bochni. Po studiach na wydziale teologicznym w Innsbrucku uzyskał w 1997 doktorat z teologii moralnej, a swą pracę poświęcił zagadnieniom bioetyki.
W 1999 wyjechał do pracy duszpasterskiej w Kazachstanie. Został pierwszym przełożonym utworzonej 7 lipca 1999 w tym kraju przez Jana Pawła II Administratury apostolskiej Atyrau. Ta kościelna jednostka terytorialna obejmuje zachodnie tereny Kazachstanu położone nad Morzem Kaspijskim. Na obszarze ponad 736 tys. km², a więc ponad dwukrotnie większym od Polski, mieszka przeszło 2,2 mln ludzi, w tym ponad 2,5 tys. katolików, w sporej części obcokrajowców pracujących w przedsiębiorstwach naftowych.
15 września 2006 został wyniesiony do godności biskupiej przez papieża Benedykta XVI. Papież mianował go biskupem tytularnym Felbes. Konsekrowany został 23 listopada 2006 w bazylice św. Piotra na Watykanie przez emerytowanego sekretarza stanu i dziekana Kolegium kardynalskiego kard. Angelo Sodano. Współkonsekratorami byli biskupi Wiktor Skworc i Henry Theophilus Howaniec OFM.
5 lutego 2011 papież Benedykt XVI mianował go biskupem Karagandy pozostawiając jednocześnie go tymczasowo na stanowisku administratora apostolskiego Atyrau. 7 grudnia 2012 na stanowisku administratora apostolskiego Atyrau zastąpił go ks. Adelio Dell’Oro.
Został odwołany przez papieża Franciszka 15 lipca 2014 z pełnienia funkcji biskupa Karagandy, na podstawie kanonu 401 paragraf 2 kodeksu prawa kanonicznego, tj.: usilnie prosi się biskupa diecezjalnego, który z powodu choroby lub innej poważnej przyczyny nie może w sposób właściwy wypełniać swojego urzędu, by przedłożył rezygnację z urzędu. 30 maja 2016 decyzją papieża na mocy dekretu został przeniesiony do stanu świeckiego. Powodem przeniesienia było ukrywanie długoletniego związku z kobietą.
W październiku 2021 rozpoczął pracę w Straży Ochrony Kolei.